# İbrahimşeyh, Espiye
İbrahimşeyh là một xã thuộc huyện Espiye, tỉnh Giresun, Thổ Nhĩ Kỳ. Dân số thời điểm năm 2011 là 315 người.